# Mas Requesens
Mas Requesens és una masia del municipi de Vilafant (Alt Empordà) inclosa en l'Inventari del Patrimoni Arquitectònic de Catalunya.

## Descripció
Està situat a l'entrada del poble per la part de llevant, tocant a l'antiga carretera de Figueres i limitant a llevant amb el rec d'en Serra. És una masia de tipus basilical, amb portal adovellat i una finestra gòtica tardana decorada amb un arabesc calat i amb relleus vegetals. A la llinda d'aquesta finestra principal hi ha la inscripció "In omnibus operibus tuis memorare novissima" (En totes les teves obres recorda't de les darreries). També hi ha les lletres JHS i MA amb un cap d'àngel a cada costat. La finestra està rematada amb un escut senzill, amb una creu i la lletra R. Damunt de l'escut hi ha una inscripció que diu "Fonc posada 12 de juny de 1542". També són destacables dues finestres amb impostes decorades. Una torna a repetir l'escut i la lletra R i porta la inscripció 1602. L'altra porta la inscripció "Primum Querite Regnum Dei" (Cal cercar primer el regne de Déu).
A la planta baixa hi ha unes voltes de canó a quatre punts de gran amplada fetes de rajola i vestigis de portes d'escassa altura. Sobre una porta figura la inscripció "Opera tua manifesto te Faciunt" (Per les teves obres et coneixeran) i una altra que diu "In domino confido" (Confio en el senyor).